# Women Make Film
Women Make Film (originaltitel: Women Make Film: A New Road Movie Through Cinema) är en amerikansk dokumentärserie från 2018. Den svenska premiären var den 13 juni 2020 på SVT1 och SVT Play. Säsongen består av 14 avsnitt. För regin har Mark Cousins svarat.

## Handling
De allra flesta filmklassikerna har regisserats av män. Men kvinnor över hela världen har regisserat film i långt över hundra år. Women Make Film berättar dessa kvinnornas filmhistoria.

## Medverkande (i urval)

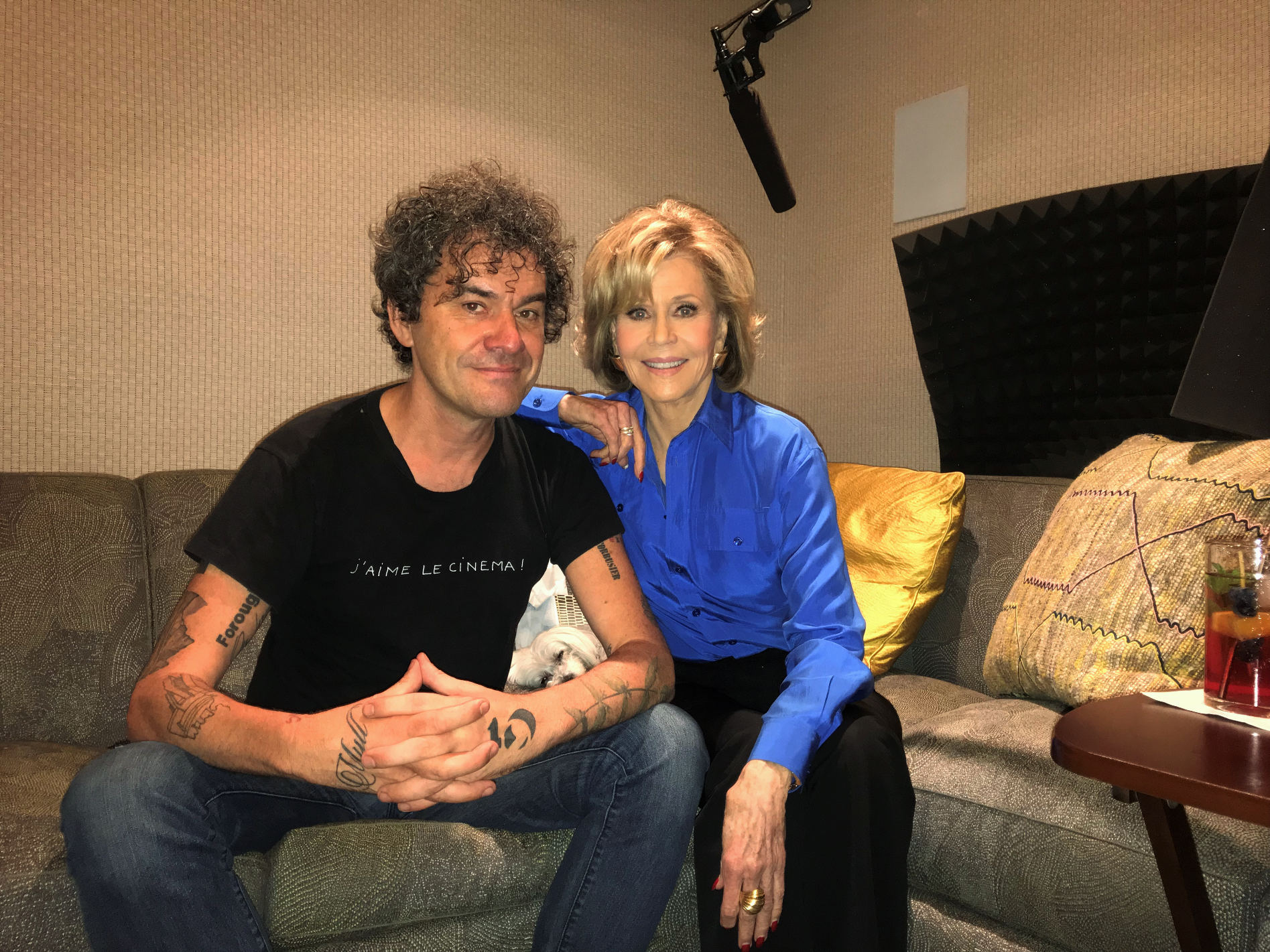
Mark Cousins med Jane Fonda vid inspelningen av hennes röstinspelning för Women Make Film, 2018

- Tilda Swinton
- Adjoa Andoh
- Jane Fonda
- Kerry Fox
- Sharmila Tagore
- Debra WInger
- Thandie Newton